# Vrba (Glamoč, BiH)
Vrba je naseljeno mjesto u općini Glamoč, Federacija Bosne i Hercegovine, BiH.

## Povijest
U pretpovijesti, područje Glamočkog polja su nastavali Iliri, odnosno poznato pleme Dalmati, koji su 9. god. ušli u sastav Rimskog Carstva. Rimsko municipalno središte Salvium, po kojem se naziva i njegov teritorij, ležao je na diluvijalnoj terasi Borak u njivama sela Vrba, na cesti Glamoč - Livno, nekih 5-6 km. jugoistočno od Glamoča. Kao ni Delminium ni ovaj gradić nije bio na magistralnoj cesti, već na sporednoj koji ga je povezivao s Livnom (Bariduol). U ovom je selu otkrivena starokršćanska bazilika.
Istraživanja kasnoantičke bazilike na Boraku 1974. – 1976. daju dobar uvid u vjerska shvaćanja i životna nastojanja njegovih stanovnika, pretežno obrtnika, klesara, zidara, lončara, kotlara i drugih. S brojnih sepulkarnih spomenika iz 2. – 4 .stoljeća koji su bili ugrađeni u baziliku vide se i muškarci i žene s mnogim detaljima iz svakodnevnog života. Osnovni zaključak je da se radi o djelomično romaniziranom stanovništvu koje je i dalje zadržalo domaća vjerovanja i domaće elemente.
Gradić je zauzimao oko 15 hektara prostora. Bila je to varošica od nekoliko desetaka kamenih kuća (gornji dijelovi su od drveta). U blizini je i izvor pijaće vode, najveći u Glamočkom polju, i svetište domaćem paru bogova - Silvano i Dijana. Grad je postepeno prihvatao rimska obilježja (groblje, hram rimskim bogovima), a svakako i tabernu (gostionica) pored puta koji je prolazio zapadnom stranom grada.
Tako je to, jednim dijelom romanizirano stanovništvo, dočekalo Slavene, postupno slavenizirano, da bi na kraju postalo sastavni dio hrvatske srednjovjekovne države.
Pred turskom najezdom u 15. stoljeću cjelokupno stanovništvo će skoro u potpunosti napustiti glamočko područje.

## Stanovništvo

### 1991.
Nacionalni sastav stanovništva 1991. godine, bio je sljedeći:
ukupno: 112
- Srbi - 112

### 2013.
Nacionalni sastav stanovništva 2013. godine, bio je sljedeći:
ukupno: 6
- Srbi - 6

## Kultura
- pravoslavna crkva, zadužbina Veselina Naerlovića